# Tulia
Cet article concerne la ville américaine du Texas. Pour le groupe polonais, voir Tulia (groupe).
La ville de Tulia est le siège du comté de Swisher, dans l’État du Texas, aux États-Unis. Lors du recensement de 2000, la ville comptait 5 117 habitants. En 2005, sa population est retombée à 4 714 habitants puis à 4 967 habitants en 2010.

## Source
- (en) Cet article est partiellement ou en totalité issu de l’article de Wikipédia en anglais intitulé « Tulia, Texas » (voir la liste des auteurs).